# José Acúrsio das Neves
José Acúrsio das Neves ou José Accursio das Neves (Fajão, 14 de dezembro de 1766 – Sarzedo, 6 de maio de 1834) foi um político, magistrado, historiador, ensaísta e pioneiro dos estudos sobre a economia portuguesa. Foi precursor do industrialismo em Portugal. Destacou-se como político reformista, que aderiu ao conservadorismo, defensor acérrimo do miguelismo, e como um dos principais críticos das ideias do liberalismo político nas Cortes de 1828. São notáveis, e ainda actuais, os seus escritos sobre economia política e sobre história contemporânea. A 27 de agosto de 1810 foi eleito sócio da Academia Real das Ciências de Lisboa.

## Biografia
José Acúrsio das Neves nasceu em 14 de dezembro de 1766, no lugar de Cavaleiros de Baixo, no então concelho de Fajão, hoje município de Pampilhosa da Serra, proximidades de Coimbra.
José Acúrsio das Neves, nasceu no seio de uma família abastada, então residente na ainda hoje chamada "Casa Branca" de Cavaleiros de Baixo, filho de António das Neves e de Josefa da Conceição. A sua avó paterna, Antónia das Neves, era oriunda de Sarzedo, e a avó materna, Isabel Antão, de Janeiro de Cima. A família mandou erigir uma capela em louvor de Nossa Senhora da Graça, que já aparece referida numa escritura de 31 de maio de 1782.
Num percurso típico das oligarquias rurais de então, enveredou pelo estudo do Direito, tendo-se matriculado na Universidade de Coimbra em 1782, cursando Leis na Faculdade de Direito. Terminado o curso em 1787, iniciou uma carreira na magistratura, actividade que manteria durante quase toda a sua vida.

### O percurso cívico
A sua primeira nomeação importante na magistratura ocorreu em 1795, quando foi enviado para a cidade de Angra, então capital da Capitania-Geral dos Açores, como juiz de fora, cargo que exerceu de forma notável entre 1795 a 1799. Naquele ano foi elevado a corregedor, cargo que exerceu de 1799 a 1802, participando, nos termos do regimento da Capitania, no governo da mesma. Tal aconteceu, entre outras ocasiões, no período compreendido entre 20 de março e 30 de outubro de 1799, em que presidiu à fase final do Governo Interino que desde dezembro de 1793 governava os Açores. Naquela última data chegou a Angra o novo capitão-general D. Lourenço José Boaventura de Almada, conde de Almada, que assumiu a governação.
Permaneceu nos Açores até 1807, ano em que regressou a Lisboa, terminada a sua nomeação como magistrado. Nesse ano casa com Delfina Maria das Neves, viúva de um seu tio e senhora de boas posses, natural de Sarzedo, no concelho de Arganil.
Pouco depois dá-se a invasão de Portugal pelos exércitos franco-espanhóis comandados por Junot e a fuga de D. João VI e da sua corte para o Rio de Janeiro. Perante tal situação, José Acúrsio das Neves reage com ultraje àquilo que considerava como o colaboracionismo da Regência do Reino e de boa parte da intelectualidade e dos militares portugueses, iniciando uma intensa actividade panfletária a favor da agitação patriótica contra o invasor.
Formada a Junta Provisória do Porto e iniciada a resistência ao invasor, retirou-se para a sua terra natal, onde manteve intensa actividade a favor da resistência. Datam deste período as suas ‘’Obras Patrióticas’’, conjunto de opúsculos destinados a fortalecer a resistências popular contra os franceses, de que se destacam o Manifesto da Razão contra as usurpações francesas oferecido à Nação Portuguesa, aos Soberanos e aos Povos e A Salvação da Pátria. Proclamação sobre a sua honra e o seu dever nas actuais circunstâncias da Monarquia. Alguns destes opúsculos foram traduzidos em Espanha e tiveram ali larga distribuição.
Repelida a primeira invasão e restabelecida, embora com limitações, a soberania, José Acúrsio das Neves vê reconhecido o seu patriotismo e a notoriedade alcançada nos anos anteriores, sendo nomeado para um importante conjunto de cargos na área económica. Foi assim que em 1810 é escolhido para Desembargador da Relação do Porto, acumulando com os lugares de deputado e secretário da Real Junta do Comércio, Agricultura, Fábricas e Navegação, de deputado da direcção da Real Fábrica de Sedas e Obra das Águas Livres, e deputado da Junta de Liquidação dos fundos da extinta Companhia Geral de Comércio do Grão-Pará e Maranhão. Também colaborou na redacção do novo Código Civil.
Foi entretanto agraciado pelo então príncipe regente D. Miguel como Cavaleiro da Ordem de Cristo e da Ordem de Nossa Senhora da Conceição. Em reconhecimento do seu labor científico, a 27 de agosto de 1810 foi eleito sócio da Academia Real das Ciências de Lisboa.
As nomeações recebidas em 1810, todas na área económica, foram determinantes na experiência e pensamento político de Acúrsio das Neves. É depois desta experiência executiva na direcção de algumas das mais importantes instituições económicas da época que ele inicia, a partir de 1814, a publicação das suas principais obras sobre economia política e é dessa experiência que retira muitas dos seus dados e demonstrações.
Atento ao progresso científico e tecnológico, como bem o demonstra a sua obra Entretenimentos Cosmológicos, Geográficos e Históricos (1826), defende desde muito cedo a utilização da máquina a vapor, procurando contribuir para o melhoramento da estrutura produtiva do país, propondo à Junta do Comércio, logo em 1818, a sua introdução em Portugal.
Não esquecendo o trauma das invasões francesas, e não perdoando o colaboracionismo e a tibieza de muitos dos poderosos de então, em 1810-1811 publica uma monumental História Geral da Invasão dos Franceses em Portugal, e da Restauração deste Reino, em 5 volumes, a qual, dada a proximidade dos acontecimentos e a presença em lugares de poder de muitos dos criticados, desencadeou acesas polémicas. Uma das mais arrastadas e violentas foi a mantida com o tenente-general Francisco de Borja Garção Stockler, que viria a ser capitão-general dos Açores, que se prolongou por mais de uma década, envolvendo trocas epistolares e publicação de diversos desmentidos e justificações.
De índole conservadora, com a Revolução Liberal do Porto de 24 de agosto de 1820 iniciou um intenso trabalho de luta política e ideológica, publicando diversas obras entre 1821 e 1824 em oposição ao vintismo, pelo que em 1821 foi demitido dos principais cargos que ocupava.
Apesar da sua oposição às novas políticas, foi eleito deputado por Arganil às Cortes Gerais de 1822, tendo na actividade parlamentar posição destacada.
Suspensa a Constituição portuguesa de 1822 saída daí, pela Vilafrancada, foi readmitido na Junta do Comércio, de onde viria a ser novamente demitido em 1824, sendo então preso por participação na tentativa de golpe de estado tradicionalista de 29 de abril de 1824, a famosa Abrilada.
Após a morte de D. João VI, e consolidado o poder das forças anticonstituição, foi readmitido nos seus cargos em 1826. Instalado o governo de D. Miguel, foi nomeado Procurador Letrado da cidade de Lisboa na Junta dos Três Estados (1828), tendo desempenhado um importante papel na legitimação de D. Miguel como rei.
Ficou célebre o discurso por ele pronunciado na reunião das Cortes de 1828, realizadas no Palácio da Ajuda, no dia 24 de junho de 1828. 
Naquele discurso de Acúrsio das Neves, pronunciado perante a Junta dos Três Estados, retoma-se a doutrina contida na Carta Patente de 1642, uma lei fundamental do Estado, que o próprio rei não podia alterar sem o consenso da nação, que é então invocada como fundamento da aclamação do príncipe D. Miguel como Rei de Portugal.
Ali Acúrsio das Neves explicita as razões que, de acordo com a antiga constituição da monarquia, baseada como sempre, na primeira metade do século XIX, nas apócrifas Cortes de Lamego, tornavam D. Miguel I o rei legítimo, e D. Pedro IV um usurpador. Mas a parte mais importante do discurso refere-se à manutenção da monarquia de direito divino, de acordo com a vontade expressa também pela Santa Aliança, formada após as guerras napoleónicas pela Rússia, Áustria e Prússia, a que então só se opunha a liberal Grã-Bretanha.
Desencadeada a Guerra Civil, e surgindo em 1833 uma epidemia de cólera em Lisboa, refugia-se nas Caldas da Rainha, onde redigiu o boletim do exército de D. Miguel.
Considerado um dos mais importantes partidários de D. Miguel, perseguido pelas forças liberais vitoriosas, refugiou-se primeiro na sua terra natal e depois no Sarzedo, Arganil, terra de naturalidade da esposa, onde foi morto a 6 de maio de 1834, num palheiro onde se tinha escondido.
Apesar da sua ligação à facção derrotada na guerra civil, ainda hoje o seu nome está perpetuado numa rua de Lisboa, ao Alto do Pina.

### O pensamento político e económico
É durante os anos de 1821 a 1828 que o pensamento político de Acúrsio das Neves melhor se revela, pois ao mesmo tempo que se revolta contra os vintistas, porque em lugar de seguirem o caminho trilhado pela experiência, tomaram pelos espaços aéreos da abstracção, para subverterem tudo com as suas vãs teorias, e tão vãs, que fazem lembrar os engenhosos pensamentos do autor da história de Gulliver sobre o governo da Lapúcia, se preocupa com a necessidade de garantir que o poder não tenda para o despotismo pois os governantes tendem sempre a aumentar, concentrar o seu poder; e daqui vem que o Governo democrático propende para o aristocrático, o aristocrático para o oligárquico, este para o monárquico, e finalmente para o despótico.
Para ele o despotismo é aquela monstruosa espécie de Governo, onde um só, sem lei e sem regra, move tudo pela sua vontade e se não reconhece outro princípio senão a vontade de quem governa, ou seja um só, ou sejam muitos, porque o distintivo consiste na natureza do mesmo Governo, e não no número das pessoas que o exercitam.
Para Acúrsio das Neves, no despotismo tudo se prostitui a quem governa; não há emulação e não se querem para os empregos senão homens servis e aduladores. Apesar destas opiniões sobre o despotismo, José Acúrsio das Neves é considerado por muitos, a par de frei João dos Prazeres e do marquês de Penalva, um dos principais ideólogos em Portugal do despotismo esclarecido e da sua aplicação na economia, nomeadamente nos aspectos referentes ao comércio e à industrialização.
Em matéria de pensamento económico, Acúrsio das Neves era um reformista, que defendia o fortalecimento do aparelho do Estado e a criação de estruturas que permitissem um desenvolvimento apoiado do desenvolvimento da agricultura e da indústria. Apesar de ter apoiado a orientação política de D. Miguel e a recuperação do regime absolutista em Portugal, do ponto de vista económico alinhou em geral com as teorias económicas dos liberais.
Foi defensor da industrialização, em contraponto às velhas teorias agrárias dos fisiocratas que pretendiam reduzir o país a uma economia agrícola e dos mercantilistas que propunham a moeda como o sustentáculo da riqueza nacional, já que, segundo ele, a indústria é somente quem pode salvar-nos, porque só ela dá a riqueza, base principal da força, e prosperidade dos povos. Mas a indústria não fortifica senão auxiliada por um bom Governo, e em um terreno livre de obstáculos, e convenientemente preparado por meio de instituições sábias, e reformas bem meditadas.
Na linha de Adam Smith (1723-1790) e de Jean-Baptiste Say (1767-1832), considerava necessário estimular a indústria privada e defendia o apoio estatal à actividade económica em geral. Propunha como essencial para que se atingisse esse objectivo a criação de associações literárias e económicas e a criação de bibliotecas públicas, como forma de elevar o nível cultural e tecnológico das populações e assim criar condições para o empreendedorismo e para o crescimento económico.
Na fiscalidade defendia um proteccionismo moderado, com a defesa da produção nacional relativamente à concorrência estrangeira, especialmente a inglesa, mas com a livre circulação de produtos em todo o país, e a abolição dos morgadios para melhor repartição da propriedade rural. Favorecia ainda a redução ou eliminação das rendas sobre os agricultores e o aproveitamento de terras incultas e a realização de investimentos na agricultura como forma de aumentar a produtividade do sector agrário. Paradoxalmente, ou talvez não, estas mesmas medidas estiveram na base da reforma liberal, constituindo no essencial as linhas de força da reforma intentada por Mouzinho da Silveira (1780-1849).
Apesar do seu brilhante percurso político e da sua fama como pensador e economista, as circunstâncias do final da guerra civil levaram a que tivesse morrido só e abandonado e que a sua obra tivesse que esperar largas décadas para ser redescoberta.
Hoje, reeditados os seus trabalhos, José Acúrsio das Neves é considerado como um dos mais brilhantes e lúcidos pensadores do século XIX português e um precursor das modernas teorias económicas em Portugal.

## Obras publicadas
Ao longo da sua vida, José Acúrsio das Neves manteve uma intensa actividade intelectual, escrevendo numerosas obras que, apesar da sua diversidade, podem ser agrupadas em três categorias principais: economia política; história contemporânea; e intervenção ou polémica política e exaltação patriótica face às invasões francesa. A sua última obra publicada, os Entretenimentos Cosmológicos, Geográficos e Históricos, de 1826, não se enquadram em qualquer das categorias atrás apontadas, mas demonstram uma actualizada cultura científica do autor, mostrando que, apesar do turbilhão político em que Portugal se encontrava, José Acúrsio das Neves se mantinha atento aos progressos científicos da Europa.
A sua primeira obra conhecida foi publicada em 1794 e consta de um elogio ao presidente do tribunal da Mesa do Desembargo do Paço, Luís de Vasconcelos. A maioria das publicações ocorrem, contudo, entre 1800 e 1830, com as mais significativas, particularmente no que respeita às obras de carácter económico, concentradas no período de 1814 a 1821.
A maioria dos textos estão incluídos na colectânea Obras Completas de José Acúrsio das Neves, com estudos introdutórios de António Almodovar e Armando de Castro, publicada pelas Edições Afrontamento, Porto, em 6 volumes publicados entre 1983 e 1989.
Textos sobre Economia Política
- Memória Económico-Política sobre a liberdade do Comércio dos grãos com a sua aplicação às Ilhas dos Açores, manuscrito de 1800, publicado em 1941;
- Variedades sobre objectos relativos às artes, comércio e manufacturas consideradas segundo os princípios da economia política, Lisboa, 1814, 1817, 2 tomos;
- Memória sobre os meios de melhorar a Indústria Portuguesa, considerada nos seus diferentes ramos, 1820;
- Memória sobre alguns acontecimentos mais notáveis da administração da Real Fábrica das Sedas desde o ano de 1810, e sobre o seu restabelecimento. Dirigida à Corte do Rio de Janeiro em 1819, Lisboa, 1821;
- Noções Históricas, Económicas e Administrativas sobre a produção e manufactura das Sedas em Portugal, e particularmente sobre a Real Fábrica do Subúrbio do Rato, e suas Anexas, 1827;
- Considerações Políticas e Comerciais sobre os Descobrimentos e Possessões na África e na Ásia, 1830;

Textos de história contemporânea
- Reflexões sobre a Invasão dos Franceses em Portugal, 1809;
- História Geral da Invasão dos Franceses em Portugal, e da Restauração deste Reino, 1810-1811, 5 volumes;

Intervenção política, polémica e exaltação patriótica
- Manifesto da Razão contra as usurpações francesas oferecido à Nação Portuguesa, aos Soberanos e aos Povos, 1808;
- A Voz do Patriotismo na Restauração de Portugal e Espanha, 1808;
- O Despertador dos Soberanos e dos Povos, 1808;
- Post-Scriptum ao Despertador dos Soberanos e dos Povos, 1809;
- A Salvação da Pátria. Proclamação sobre a sua honra e o seu dever nas actuais circunstâncias da Monarquia, 1809;
- Observações sobre os recentes acontecimentos das Províncias de Entre-Douro-e-Minho e Trás-os-Montes [2] 1809 ;
- A Generosidade de Jorge III e a ambição de Bonaparte, Wellesley e os Generais Franceses, 1809;
- Discurso sobre os principais sucessos da Campanha do Douro oferecido aos ilustres guerreiros que nela se distinguiram, 1809;
- Paráfrase ao Capítulo XIV do Livro de Isaías, 1809;
- Cartas de um Português aos seus concidadãos sobre diferentes objectos de utilidade geral e individual, 1822[3];
- Manifesto em que o Desembargador José Acúrsio das Neves expõe e analisa os procedimentos contra ele praticados pelos ex-regentes do Reino, e os seus fundamentos, 1822.

Outros escritos
- Ao Il.mo E Ex.mo Senhor Luís de Vasconcelos e Sousa, do Conselho de Sua Majestade e Presidente do Desembargo do Paço em sinal de gratidão O. D. C., 1794;
- Elogio Fúnebre do Marquês de La Romana, D. Pedro Caro de Sureda, recitado na Assembleia Ordinária da Academia Real das Ciências de Lisboa de 23 de Fevereiro de 1811, 1811;
- Entretenimentos Cosmológicos, Geográficos e Históricos, 1826.